# Albatros Flugzeugwerke
La Albatros Flugzeugwerke GmbH era una azienda aeronautica tedesca attiva tra gli anni dieci e i primi anni trenta del XX secolo. Nota per la sua produzione di caccia durante la prima guerra mondiale, quali i D.III e i D.V, l'azienda venne assorbita dalla Focke-Wulf Flugzeugbau AG nel 1931.

## Storia

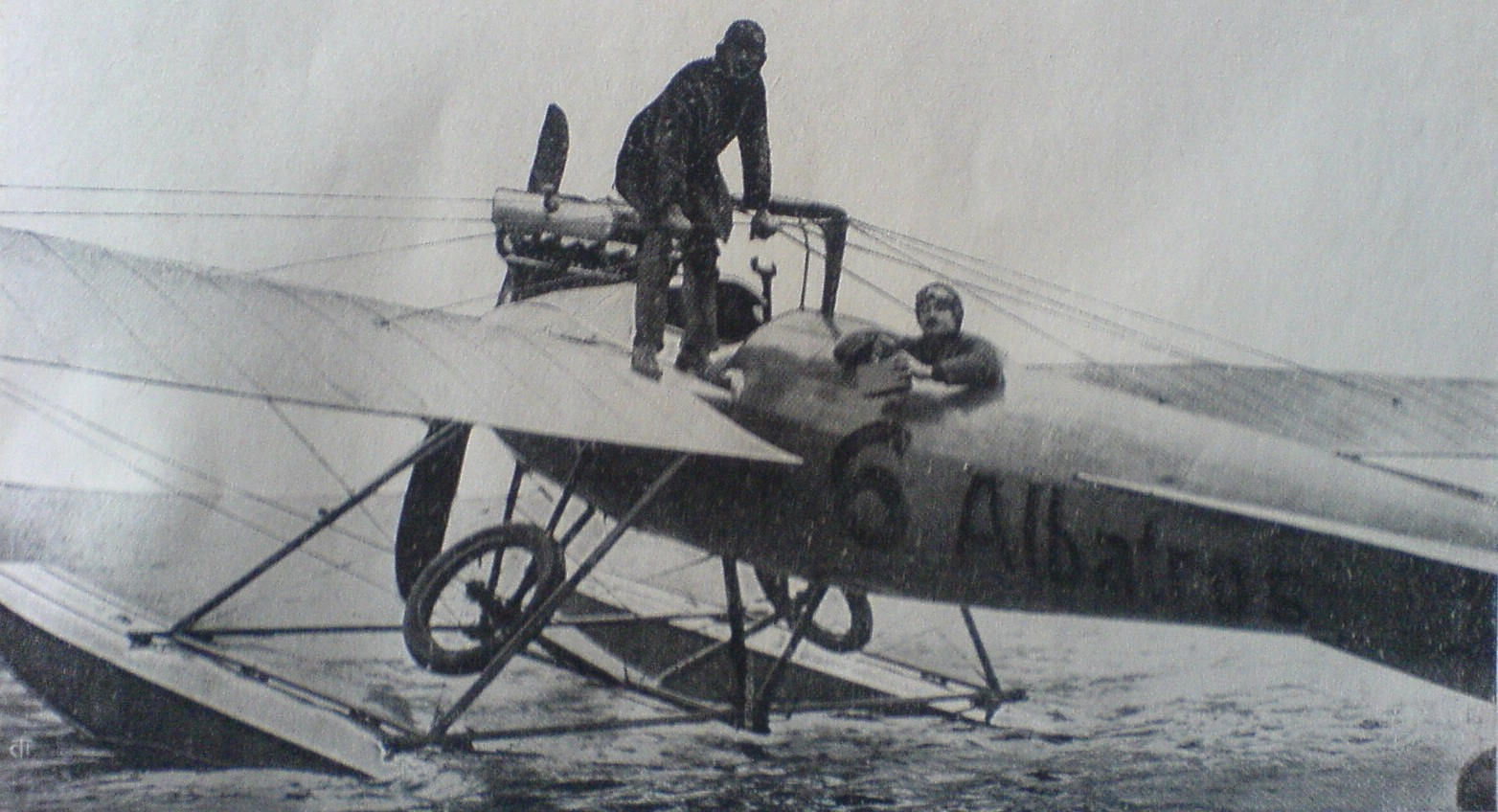
Un Albatros durante una competizione sul lago di Como.

La ditta venne fondata a Berlino-Johannisthal alla fine del 1909, da Enno Walther Huth, come Albatros Werke AG. L'attività iniziale della ditta fu la produzione su licenza dei monoplani francesi Antoinette. Produsse anche alcune versioni del monoplano Etrich Taube, compreso un biplano denominato Albatros Doppeltaube.
A partire dal 1913 iniziò lo sviluppo di un modello originale, il B.I, su progetto di Ernst Heinkel, entrato come direttore tecnico. L'aereo, un biplano biposto disarmato, adottava una fusoliera rivestita in compensato, e come altri aerei tedeschi disarmati dell'epoca, ospitava l'osservatore davanti al pilota. Le realizzazioni di Heinkel furono i biplani biposto da ricognizione e bombardamento della ditta. Il primo caccia, e i suoi sviluppi successivi, erano una realizzazione di Robert Thielen, con la collaborazione di Shuber e Gnaedig. Proprio questo tipo di velivoli, caratterizzati dalla tipica ogiva dell'elica e dalla ben avviata fusoliera a sezione ellittica diedero fama alla ditta. Le esigenze belliche convinsero la dirigenza ad aprire succursali prima a Schneidemühl, in Prussia, l'attuale Piła, la Ostdeutsche Albatros Werke (OAW) nell'aprile 1914, e poi uno stabilimento a Friedrichshagen, sempre nei pressi di Berlino.
Durante la prima guerra mondiale produsse circa 10 300 velivoli. A causa delle limitazioni imposte alla Germania dal Trattato di Versailles in seguito alla fine della prima guerra mondiale, la produzione aeronautica dovette essere interrotta. Poté riprendere le attività solo nei primi anni venti, su permesso della Commissione Aeronautica Interalleata. Rifondata a Berlino-Johannisthal nel 1923 con la ragione sociale Albatros Flugzeugwerke GmbH, realizzò lo stesso anno il primo velivolo del nuovo corso, l'L 58, un aereo di linea monomotore ad ala alta.
Per aggirare i severi limiti imposti dagli alleati, nel 1925 creò una società controllata, la Allgemeine Flug-Gesellschaft con sede a Klaipėda, in Lituania. L'Albatros diventò così una delle prime aziende aeronautiche a fornire velivoli alla Reichswehr. Ciò nonostante, l'esigua quantità di esemplari richiesti unita alla crisi economica che caratterizzò la Repubblica di Weimar costrinsero l'azienda, nel 1931, ad essere assorbita nella Focke-Wulf Flugzeugbau AG.

## Velivoli
I velivoli realizzati dalla ditta Albatros sono ordinati per designazione e/o cronologicamente in base al primo volo.
| Sigla Aziendale | Designazione Idflieg | Tipo                                                    | Note                                                                                   | Primo Volo | Esemplari   |
| --------------- | -------------------- | ------------------------------------------------------- | -------------------------------------------------------------------------------------- | ---------- | ----------- |
| Taube           |                      | monoplano                                               | versione realizzata dall'Albatros dell'Etrich Taube                                    | (1910)     |             |
| Doppeltaube     |                      | biplano monomotore                                      | versione biplana del Taube                                                             |            |             |
| L 1             | B.I                  | biplano monomotore da ricognizione                      |                                                                                        | 1913       |             |
| L 2             | B.II                 | ricognitore monomotore biplano                          |                                                                                        | 1914       |             |
| W.1             |                      | idrovolante ricognitore monomotore biplano              |                                                                                        | 1914       |             |
| B               |                      | idrovolante da addestramento                            | K351B                                                                                  | 1915       |             |
| L 5             | B.III                | ricognitore monomotore biplano                          |                                                                                        | 1915       |             |
| L 6 - L 7       | C.I                  | ricognitore monomotore biplano                          | Type L 6                                                                               | 1915       |             |
| L 8 - L 13      | C.II                 | ricognitore monomotore biplano                          | differiva dal C.I per adottare una configurazione ad elica spingente con travi di coda | 1915       |             |
| L 4             | G.I                  | biplano quadrimotore da bombardamento                   |                                                                                        | 1915       | 1           |
| L 10            | C.III                | ricognitore monomotore biplano                          |                                                                                        | 1916       |             |
| L 15            | D.I                  | caccia monomotore biplano                               |                                                                                        | 1916       |             |
| L 12            | C.IV                 | biplano monomotore sperimentale                         |                                                                                        | 1916       | 1           |
| L 14            | C.V                  | ricognitore monomotore biplano                          |                                                                                        | 1916       | circa 400   |
| L 11            | G.II                 | biplano bimotore da bombardamento                       |                                                                                        | 1915       | 1           |
| L 21            | G.III                | biplano bimotore da bombardamento                       |                                                                                        | 1915       |             |
| L 17            | D.II                 | caccia monomotore biplano                               |                                                                                        | 1916       | 291         |
| L 39            | Dr.II                | caccia monomotore biplano                               |                                                                                        | 1916       | 1           |
| W.3             |                      | idrosilurante monomotore biplano                        |                                                                                        | 1916       |             |
| W.4             |                      | idrovolante caccia monomotore biplano                   |                                                                                        | 1916       | 128         |
| L 30            |                      | addestratore                                            |                                                                                        | 1917       |             |
| L 20            | D.III                | caccia monomotore biplano                               |                                                                                        | 1917       | 1 866       |
| L 22            | D.IV                 | caccia monomotore biplano                               |                                                                                        | 1916       | 3           |
| L 24            | D.V, D.Va            | caccia monomotore biplano                               |                                                                                        | 1917       | circa 2 500 |
| L 40            | J.I                  | biplano monomotore da appoggio ravvicinato              |                                                                                        | 1917       | circa 240   |
| L 34            | D.VII                |                                                         |                                                                                        | 1917       |             |
| L 36            | Dr.I                 |                                                         |                                                                                        | 1917       | 1           |
| L 18            | C.VII                | ricognitore monomotore biplano                          |                                                                                        | 1917       | oltre 600   |
| L 25            | C.X                  | ricognitore monomotore biplano                          |                                                                                        | 1917       | oltre 300   |
| L 27            | C.XII                | ricognitore monomotore biplano                          |                                                                                        | 1917       |             |
| W.5             |                      | idrosilurante monomotore biplano                        |                                                                                        | 1916       | 5           |
| L 38            | D.X                  | caccia monoposto biplano                                | solo prototipo                                                                         | 1918       | 1           |
| L 41            | D.XI                 | caccia monoposto biplano                                | solo prototipo                                                                         | 1918       | 2           |
| L 43            | D.XII                | caccia monoposto biplano                                | solo prototipo                                                                         | 1918       | 2           |
| L 28            | D.VI                 | caccia monomotore biplano                               | prototipo, configurazione spingente e doppia trave di coda                             | 1918       | 1           |
| L 37            | D.IX                 | caccia monoposto biplano                                | solo prototipo                                                                         | 1918       | 1           |
| L 39            | Dr.II                | caccia monoposto triplano                               | solo prototipo                                                                         | 1918       | 1           |
| L ??            | C.XIV                | ricognitore monomotore biplano                          |                                                                                        | 1918       |             |
| L 47            | C.XV                 | ricognitore monomotore biplano                          |                                                                                        | 1918       |             |
| W.8             |                      | idrocaccia biplano monomotore                           |                                                                                        | 1918       | 2           |
| L 58            |                      | monoplano monomotore di linea a 7 posti                 |                                                                                        | 1923       | 7           |
| L 59            |                      | monoplano monomotore da turismo                         |                                                                                        | 1923       |             |
| L 60            |                      | monoplano monomotore da turismo                         | versione biposto dell'L 59                                                             | 1923       |             |
| L 65            |                      | sesquiplano monomotore biposto da caccia e ricognizione |                                                                                        | 1925       | 2           |
| L 66            |                      |                                                         |                                                                                        |            |             |
| L 67            |                      |                                                         |                                                                                        |            |             |
| L 68 Alauda     |                      | biplano monomotore da addestramento                     |                                                                                        | 1925       |             |
| L 69            |                      | monoplano monomotore da competizione                    |                                                                                        | 1925       | 4           |
| L 70            |                      |                                                         |                                                                                        |            |             |
| L 71            |                      |                                                         |                                                                                        |            |             |
| L 72            |                      | monoplano monomotore da trasporto                       |                                                                                        | 1926       | 4           |
| L 73            |                      | biplano bimotore per 8 passeggeri                       |                                                                                        | 1926       | 4           |
| L 74            |                      |                                                         |                                                                                        |            |             |
| L 75A Esel      |                      | biplano monomotore da addestramento                     |                                                                                        | 1928       | 43          |
| L 76            |                      |                                                         |                                                                                        |            |             |
| L 77            |                      | biplano monomotore biposto da caccia e ricognizione     |                                                                                        | 1928       | 4           |
| L 78            |                      |                                                         |                                                                                        |            |             |
| L 79 Kobold     |                      | biplano monomotore monoposto                            | Velivolo sperimentale per lo studio del volo rovesciato                                | 1929       | 2           |
| L 81            |                      |                                                         |                                                                                        |            |             |
| L 82            |                      | biplano monomotore biposto                              |                                                                                        | 1929       | 72          |
| L 83            |                      | Aereo da trasporto e postale a medio e lungo raggio     |                                                                                        |            | 2           |
| L 84            |                      | biplano monomotore biposto da caccia                    |                                                                                        | 1931       | 5           |
| L 100           |                      | monoplano monomotore triposto                           |                                                                                        | 1930       | 1           |
| Al 101          |                      | monoplano monomotore biposto                            |                                                                                        | 1930       | 71          |
| Al 102          |                      | addestratore monoplano biposto                          | produzione, 8 in configurazione terrestre + 2 idro a scarponi                          | 1932       | 10          |
| Al 103          |                      | addestratore monoplano biposto                          |                                                                                        | 1933       | 1           |